# Nicolas Walder
Nicolas Walder, né le 2 mai 1966 à Carouge (originaire de Genève), est une personnalité politique suisse, membre des Verts. 
Il est député du canton de Genève au Conseil national depuis 2019.

## Biographie
Nicolas Walder naît le 2 mai 1966 à Carouge. Il est originaire de Genève. Son père travaille pour la compagnie d'aviation Middle East Airlines.
En 1991, il obtient un diplôme de l’École hôtelière de Lausanne. Il travaille alors plusieurs années au Comité international de la Croix-Rouge (CICR), effectuant notamment des missions en Arabie Saoudite, en Somalie, en Israël et Palestine, en ex-Yougoslavie et en fédération de Russie.
Il obtient ensuite une licence en sociologie et un master en globalisation et régulation sociale de l'Université de Genève et de l'Université de Lausanne[réf. nécessaire].
En 2007, il quitte le CICR pour reprendre la direction de Genèveroule, institution genevoise en faveur de la mobilité douce active dans l’intégration socioprofessionnelle, notamment en collaborant avec les requérants d’asile.
Il a fait part de son homosexualité dans la presse,,,. Le 26 septembre 2021, jour de l'acceptation par référendum du mariage entre personnes de même sexe en Suisse, il annonce en direct sur la RTS Un qu'il va épouser son compagnon, le réalisateur colombien Jorge Cadena.
Il habite à Carouge.

## Parcours politique

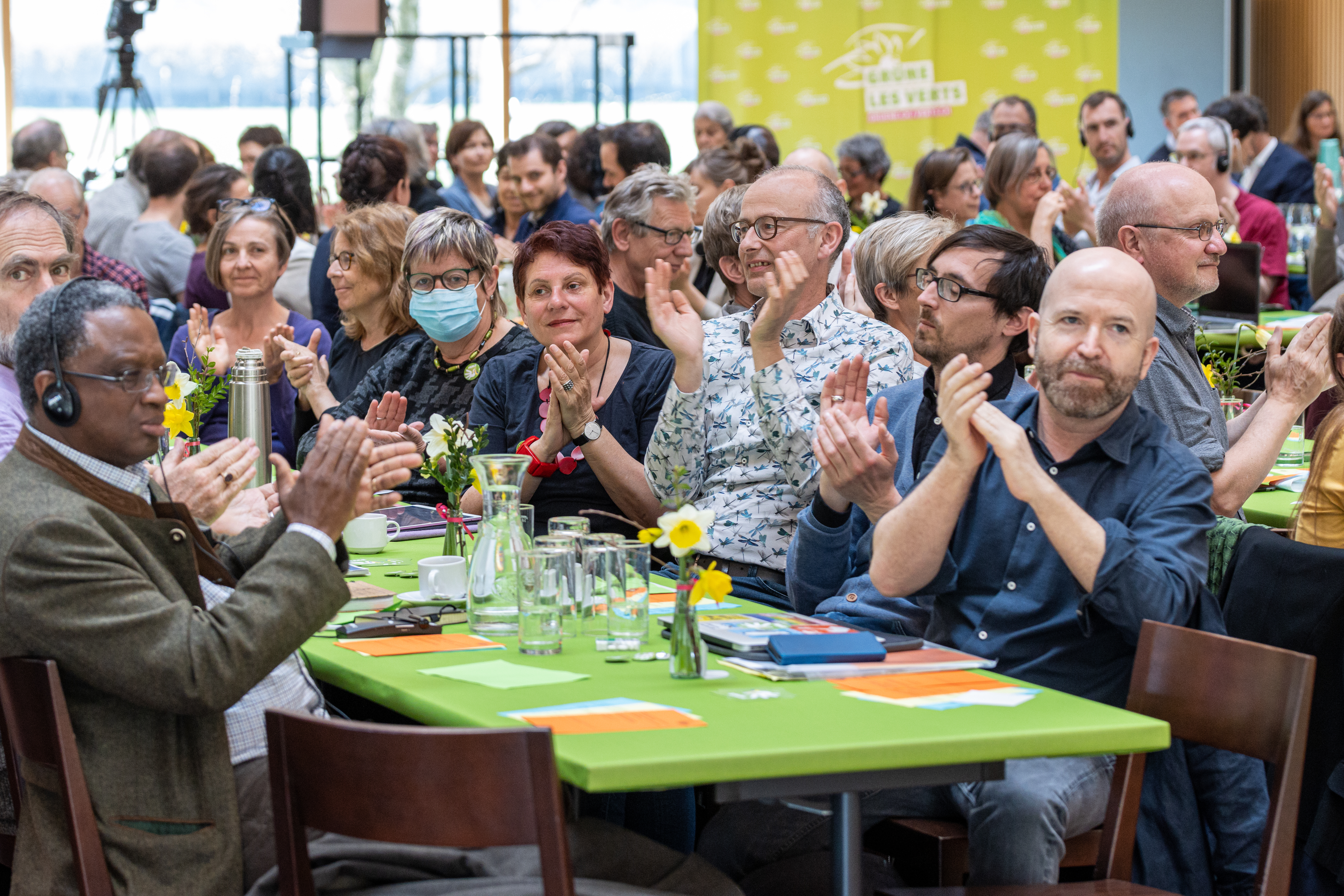
Nicolas Walder à une assemblée des délégués des Verts suisses (mars 2022).

Nicolas Walder adhère au Parti écologiste suisse en 2001 et en assume la vice-présidence depuis le 20 juin 2020.
Il est élu au Conseil municipal (législatif) de Carouge en 2007, puis au Conseil administratif (exécutif) de la même commune en 2011. Il est réélu au Conseil administratif de Carouge le 10 mai 2015,. Il est maire de la commune à trois reprises (de juin 2013 à mai 2014, de juin 2016 à mai 2017 et de juin 2018 à mai 2019),. Il participe à la création de l’Union des villes genevoises et en assume la présidence à partir de 2019. Cette même année, il est désigné par le Conseil d'État membre du Conseil du développement durable.
Il devient membre du comité cantonal des Verts en 2012. En 2016, il est choisi pour succéder à Lisa Mazzone à la présidence du parti. Il est élu à l'un des six postes de vice-président des Verts suisses le 20 juin 2020.
Le 20 octobre 2019, il est élu au Conseil national avec 21 310 suffrages. Il vient en deuxième place des douze candidats des Verts, derrière Lisa Mazzone (29 154 voix) et devant Delphine Klopfenstein Broggini (20 026 voix). Il siège au sein de la Commission des affaires juridiques (CAJ) et de la Commission de politique extérieure (CPE). Il est réélu en octobre 2023.

## Autres mandats
Nicolas Walder est membre depuis 2017 du comité de Pro Senectute Genève. Il est membre fondateur du bureau de l’établissement médico-social (EMS) de Drize et a présidé de 2007 à 2015 la fondation carougeoise pour le logement des personnes âgées. Il a également été vice-président de 2010 à 2014 puis président de 2014 à 2018 de la Fédération genevoise des EMS, qui regroupe 85 % des EMS genevois. Il en est à nouveau élu président en 2020.
Il est membre du Mouvement européen Suisse et de la Fondation pour Genève. Il est également président de Zero Waste Switzerland.

## Publications
- Nicolas Walder, La culture : élément indispensable à l'application universelle des droits de l'homme, Genève, Université de Genève, Département de sociologie, 2003, 71+36